# بیاندرونو
بیاندرونو (به ایتالیایی: Biandronno) یک کومونه در ایتالیا است که در استان وارزه واقع شده‌است.

## خصوصیات
بیاندرونو ۸ کیلومترمربع مساحت و ۳٬۱۰۲ نفر جمعیت دارد و ۲۵۲ متر بالاتر از سطح دریا واقع شده‌است.